# Paddy McNair
Patrick James Coleman McNair (Ballyclare, 27. travnja 1995.) je sjevernoirski nogometaš koji trenutačno igra za engleski nogometni klub Middlesbrough i za sjevernoirsku nogometnu reprezentaciju.

## Karijera

### Manchester United
Profesionalnu karijeru je započeo u 2014. godini u Manchester Unitedu, gdje je skupio preko 20 nastupa. Debitirao je za Manchester United protiv West Ham Uniteda 27. rujna 2014. godine na Old Traffordu. Nakon 3:0 pobjede protiv Cambridge Uniteda, tadašnji trener Manchester Uniteda, Nizozemac Louis Van Gaal je izjavio kako bi McNair mogao postati nasljednik Gary Nevilla. Četiri dana nakon utakmice protiv Cambridge Uniteda, McNair je produžio svoj ugovor s Manchester Unitedom, do kraja lipnja 2017. godine. U 2015./16. sezoni je odigrao svoju prvu ligašku utakmicu protiv Leicester Cityja u studenom 2015. u sustavu s tri braniča, zajedno s Blindom i Smallingom.

### Sunderland
Dana 11. kolovoza 2016. godine napušta Crvene vragove te potpisuje četverogodišnji ugovor s Sunderlandom, u transferu vrijednom 5,5 milijuna funti, koji uključuje i dolazak Donalda Lovea u Sunderland. Dva dana kasnije, McNair je debitirao za Sunderland u utakmici prvog kola Premiershipa protiv Manchester Cityja, ušavši u igru u 83. minuti umjesto Jermaina Defoea. Manchester City je dobio utakmicu s 2:1 zahvaljujući autogolu McNaira nakon ubacivanja Jesúsa Navasa.

### Middlesbrough
U lipnju 2018. godine je McNair potpisao četverogodišnji ugovor s Middlesbroughom iz Championshipa. U prvoj utakmice sezone je sjevernoirski reprezentativac debitirao za Middlesbroughom u susretu protiv Sheffield Uniteda kao zamjena u 71. minuti. U kolovozu te godine je zabio svoj prvijenac protiv Millwalla u neriješenom duelu.

## Reprezentativna karijera
Za sjevernoirsku nogometnu reprezentaciju je debitirao u 2015. godini i odigrao je preko 8 utakmica za domovinu. Svoj prvu utakmicu za Sjevernu Irsku je odigrao protiv Škotske. Sjevernoirski nogometni izbornik objavio je u svibnju 2016. popis za nastup na Europskom prvenstvu u Francuskoj, na kojem se nalazi McNair.

## Statistika
Ažurirano 4. rujna 2017.
| Klub              | Sezona          | Liga    | Liga   | Kup     | Kup    | Ligaški kup | Ligaški kup | Europa  | Europa | Ostalo  | Ostalo | Ukupno  | Ukupno |
| Klub              | Sezona          | Nastupi | Golovi | Nastupi | Golovi | Nastupi     | Golovi      | Nastupi | Golovi | Nastupi | Golovi | Nastupi | Golovi |
| ----------------- | --------------- | ------- | ------ | ------- | ------ | ----------- | ----------- | ------- | ------ | ------- | ------ | ------- | ------ |
| Manchester United | 2014./15.       | 16      | 0      | 2       | 0      | 0           | 0           | 0       | 0      | 0       | 0      | 18      | 0      |
| Manchester United | 2015./16.       | 8       | 0      | 0       | 0      | 0           | 0           | 0       | 0      | 1       | 0      | 9       | 0      |
| Manchester United | Ukupno          | 24      | 0      | 2       | 0      | 0           | 0           | 0       | 0      | 1       | 0      | 27      | 0      |
| Sunderland        | 2016./17.       | 9       | 0      | 0       | 0      | 2           | 2           | 0       | 0      | 0       | 0      | 11      | 2      |
| Sunderland        | Ukupno          | 9       | 0      | 0       | 0      | 2           | 2           | 0       | 0      | 0       | 0      | 11      | 2      |
| Karijera ukupno   | Karijera ukupno | 31      | 0      | 2       | 0      | 2           | 2           | 0       | 0      | 1       | 0      | 36      | 2      |

## Vanjske poveznice
- Profil na Transfermarktu
- Profil na Soccerwayu